# Comuna Markivka, Kobeleakî
Markivka (în ucraineană Марківка) este o comună în raionul Kobeleakî, regiunea Poltava, Ucraina, formată din satele Markivka (reședința), Svicikareve și Troianî.

## Demografie
Componența lingvistică a comunei Markivka
     Ucraineană (96,97%)
     Rusă (1,55%)
     Alte limbi (1,41%)
Conform recensământului din 2001, majoritatea populației comunei Markivka era vorbitoare de ucraineană (96,97%), existând în minoritate și vorbitori de rusă (1,55%).